# Circoscrizione Varsavia
La circoscrizione Varsavia è una circoscrizione elettorale per l'elezione dei membri del Parlamento europeo spettanti alla Polonia.

## Storia
La circoscrizione venne creata dalla legge 23 gennaio 2004, senza assegnarle formalmente un nome, ma solamente un numero.

## Territorio
La circoscrizione comprende, fin dalla sua istituzione, il territorio dei distretti (powiat) di Grodzisk Mazowiecki, Legionowo, Nowy Dwór, Otwock, Piaseczno, Pruszków, Varsavia Ovest e di Wołomin e della città di Varsavia.

## Risultati

### VI legislatura
| Partito                            | Partito                                                 | Risultati 13 giugno 2004 | Risultati 13 giugno 2004 | Risultati 13 giugno 2004 | Seggi | Seggi |
| Partito                            | Partito                                                 | Voti                     | %                        | ±                        | Num   | ±     |
| ---------------------------------- | ------------------------------------------------------- | ------------------------ | ------------------------ | ------------------------ | ----- | ----- |
|                                    | Diritto e Giustizia                                     | 146 012                  | 22,69                    | n.d.                     | 1     | n.d.  |
|                                    | Unione della Libertà                                    | 121 805                  | 18,93                    | n.d.                     | 1     | n.d.  |
|                                    | Piattaforma Civica                                      | 107 789                  | 16,75                    | n.d.                     | 1     | n.d.  |
|                                    | Socialdemocrazia Polacca                                | 80 880                   | 12,57                    | n.d.                     | 1     | n.d.  |
|                                    | Lega delle Famiglie Polacche                            | 67 796                   | 10,54                    | n.d.                     | 1     | n.d.  |
|                                    | Alleanza della Sinistra Democratica - Unione del Lavoro | 40 891                   | 6,36                     | n.d.                     | 0     | n.d.  |
|                                    | Autodifesa della Repubblica Polacca                     | 23 328                   | 3,63                     | n.d.                     | 0     | n.d.  |
|                                    | Unione per la Politica Reale                            | 14 165                   | 2,20                     | n.d.                     | 0     | n.d.  |
|                                    | Partito Popolare Polacco                                | 12 505                   | 1,94                     | n.d.                     | 0     | n.d.  |
|                                    | Iniziativa per la Polonia                               | 8 588                    | 1,33                     | n.d.                     | 0     | n.d.  |
|                                    | Verdi 2004                                              | 4 839                    | 0,75                     | n.d.                     | 0     | n.d.  |
|                                    | Comitato Elettorale Nazionale                           | 4 133                    | 0,64                     | n.d.                     | 0     | n.d.  |
|                                    | Insieme per il Futuro                                   | 2 897                    | 0,45                     | n.d.                     | 0     | n.d.  |
|                                    | KPEiR-PLD                                               | 2 487                    | 0,39                     | n.d.                     | 0     | n.d.  |
|                                    | Coalizione Civica Nazionale                             | 2 195                    | 0,34                     | n.d.                     | 0     | n.d.  |
|                                    | Partito Polacco del Lavoro                              | 1 796                    | 0,28                     | n.d.                     | 0     | n.d.  |
|                                    | Konfederacja Ruch Obrony Bezrobotnych                   | 1 303                    | 0,20                     | n.d.                     | 0     | n.d.  |
|                                    |                                                         |                          |                          |                          |       |       |
| Iscritti                           | Iscritti                                                | 2 071 142                | 100,00                   |                          |       |       |
| ↳ Votanti (% su iscritti)          | ↳ Votanti (% su iscritti)                               | 652 682                  | 31,51                    | n.d.                     |       |       |
| ↳ Voti validi (% su votanti)       | ↳ Voti validi (% su votanti)                            | 643 409                  | 98,58                    |                          |       |       |
| ↳ Schede non valide (% su votanti) | ↳ Schede non valide (% su votanti)                      | 9 273                    | 1,42                     |                          |       |       |
| ↳ Astenuti (% su iscritti)         | ↳ Astenuti (% su iscritti)                              | 1 418 460                | 68,49                    |                          |       |       |

| Eletti | Eletti              |
| ------ | ------------------- |
|        | Michał Kamiński     |
|        | Bronisław Geremek   |
|        | Paweł Piskorski     |
|        | Dariusz Rosati      |
|        | Wojciech Wierzejski |

### VII legislatura
| Partito                            | Partito                                                 | Risultati 7 giugno 2009 | Risultati 7 giugno 2009 | Risultati 7 giugno 2009 | Seggi | Seggi   |
| Partito                            | Partito                                                 | Voti                    | %                       | ±                       | Num   | ±       |
| ---------------------------------- | ------------------------------------------------------- | ----------------------- | ----------------------- | ----------------------- | ----- | ------- |
|                                    | Piattaforma Civica                                      | 434 421                 | 52,53                   | 32,78                   | 3     | 2       |
|                                    | Diritto e Giustizia                                     | 196 720                 | 23,79                   | 1,10                    | 1     | Stabile |
|                                    | Alleanza della Sinistra Democratica - Unione del Lavoro | 84 740                  | 10,25                   | 3,89                    | 1     | 1       |
|                                    | Destra della Repubblica                                 | 35 769                  | 4,33                    | n.d.                    | 0     | n.d.    |
|                                    | Intesa per il Futuro - Centro-sinistra                  | 30 804                  | 3,72                    | n.d.                    | 0     | n.d.    |
|                                    | Partito Popolare Polacco                                | 22 899                  | 2,77                    | 0,83                    | 0     | Stabile |
|                                    | Unione per la Politica Reale                            | 9 679                   | 1,17                    | 1,03                    | 0     | Stabile |
|                                    | Libertas Polonia                                        | 6 069                   | 0,73                    | n.d.                    | 0     | n.d.    |
|                                    | Partito Polacco del Lavoro                              | 3 099                   | 0,37                    | 0,09                    | 0     | Stabile |
|                                    | Autodifesa della Repubblica Polacca                     | 2 826                   | 0,34                    | 0,10                    | 0     | Stabile |
|                                    |                                                         |                         |                         |                         |       |         |
| Iscritti                           | Iscritti                                                | 2 143 847               | 100,00                  |                         |       |         |
| ↳ Votanti (% su iscritti)          | ↳ Votanti (% su iscritti)                               | 834 481                 | 38,92                   | 7,41                    |       |         |
| ↳ Voti validi (% su votanti)       | ↳ Voti validi (% su votanti)                            | 827 026                 | 99,11                   |                         |       |         |
| ↳ Schede non valide (% su votanti) | ↳ Schede non valide (% su votanti)                      | 7 455                   | 0,89                    |                         |       |         |
| ↳ Astenuti (% su iscritti)         | ↳ Astenuti (% su iscritti)                              | 1 309 366               | 61,08                   |                         |       |         |

| Eletti | Eletti              |
| ------ | ------------------- |
|        | Danuta Hübner       |
|        | Rafał Trzaskowski   |
|        | Paweł Zalewski      |
|        | Michał Kamiński     |
|        | Wojciech Olejniczak |

### VIII legislatura
| Partito                            | Partito                                                 | Risultati 25 maggio 2014 | Risultati 25 maggio 2014 | Risultati 25 maggio 2014 | Seggi | Seggi   |
| Partito                            | Partito                                                 | Voti                     | %                        | ±                        | Num   | ±       |
| ---------------------------------- | ------------------------------------------------------- | ------------------------ | ------------------------ | ------------------------ | ----- | ------- |
|                                    | Piattaforma Civica                                      | 308 468                  | 40,43                    | 12,10                    | 2     | 1       |
|                                    | Diritto e Giustizia                                     | 216 773                  | 28,41                    | 4,62                     | 2     | 1       |
|                                    | Alleanza della Sinistra Democratica - Unione del Lavoro | 57 010                   | 7,47                     | 2,78                     | 0     | 1       |
|                                    | Congresso della Nuova Destra                            | 49 794                   | 6,53                     | 0,06                     | 1     | n.d.    |
|                                    | Europa Plus - Twój Ruch                                 | 46 187                   | 6,05                     | n.d.                     | 0     | n.d.    |
|                                    | Polonia Insieme                                         | 30 196                   | 3,96                     | n.d.                     | 0     | n.d.    |
|                                    | Partito Popolare Polacco                                | 19 098                   | 2,50                     | 0,27                     | 0     | Stabile |
|                                    | Polonia Solidale                                        | 15 588                   | 2,04                     | n.d.                     | 0     | n.d.    |
|                                    | Movimento Nazionale                                     | 12 269                   | 1,61                     | n.d.                     | 0     | n.d.    |
|                                    | Partito Verde                                           | 7 503                    | 0,98                     | n.d.                     | 0     | n.d.    |
|                                    |                                                         |                          |                          |                          |       |         |
| Iscritti                           | Iscritti                                                | 2 200 697                | 100,00                   |                          |       |         |
| ↳ Votanti (% su iscritti)          | ↳ Votanti (% su iscritti)                               | 777 613                  | 35,33                    | 3,59                     |       |         |
| ↳ Voti validi (% su votanti)       | ↳ Voti validi (% su votanti)                            | 762 886                  | 98,11                    |                          |       |         |
| ↳ Schede non valide (% su votanti) | ↳ Schede non valide (% su votanti)                      | 14 727                   | 1,89                     |                          |       |         |
| ↳ Astenuti (% su iscritti)         | ↳ Astenuti (% su iscritti)                              | 1 423 084                | 64,67                    |                          |       |         |

| Eletti | Eletti                |
| ------ | --------------------- |
|        | Michał Boni           |
|        | Danuta Hübner         |
|        | Marek Jurek           |
|        | Zdzisław Krasnodębski |
|        | Michał Marusik        |

### IX legislatura
| Partito                            | Partito                            | Risultati 26 maggio 2019 | Risultati 26 maggio 2019 | Risultati 26 maggio 2019 | Seggi | Seggi   |
| Partito                            | Partito                            | Voti                     | %                        | ±                        | Num   | ±       |
| ---------------------------------- | ---------------------------------- | ------------------------ | ------------------------ | ------------------------ | ----- | ------- |
|                                    | Coalizione Europea                 | 625 719                  | 45,17                    | n.d.                     | 3     | n.d.    |
|                                    | Diritto e Giustizia                | 447 770                  | 32,32                    | 3,91                     | 2     | Stabile |
|                                    | Primavera                          | 142 443                  | 10,28                    | n.d.                     | 1     | n.d.    |
|                                    | Confederazione                     | 71 784                   | 5,18                     | n.d.                     | 0     | n.d.    |
|                                    | Kukiz'15                           | 49 824                   | 3,60                     | n.d.                     | 0     | n.d.    |
|                                    | Lewica Razem                       | 24 778                   | 1,79                     | n.d.                     | 0     | n.d.    |
|                                    | Polonia Fair Play                  | 22 988                   | 1,66                     | n.d.                     | 0     | n.d.    |
|                                    |                                    |                          |                          |                          |       |         |
| Iscritti                           | Iscritti                           | 2 306 657                | 100,00                   |                          |       |         |
| ↳ Votanti (% su iscritti)          | ↳ Votanti (% su iscritti)          | 1 392 598                | 60,37                    | 25,04                    |       |         |
| ↳ Voti validi (% su votanti)       | ↳ Voti validi (% su votanti)       | 1 385 306                | 99,48                    |                          |       |         |
| ↳ Schede non valide (% su votanti) | ↳ Schede non valide (% su votanti) | 7 292                    | 0,52                     |                          |       |         |
| ↳ Astenuti (% su iscritti)         | ↳ Astenuti (% su iscritti)         | 914 059                  | 39,63                    |                          |       |         |

| Eletti | Eletti                  |
| ------ | ----------------------- |
|        | Włodzimierz Cimoszewicz |
|        | Andrzej Halicki         |
|        | Danuta Hübner           |
|        | Ryszard Czarnecki       |
|        | Jacek Saryusz-Wolski    |
|        | Robert Biedroń          |

### X legislatura
| Partito                            | Partito                            | Risultati 9 giugno 2024 | Risultati 9 giugno 2024 | Risultati 9 giugno 2024 | Seggi | Seggi   |
| Partito                            | Partito                            | Voti                    | %                       | ±                       | Num   | ±       |
| ---------------------------------- | ---------------------------------- | ----------------------- | ----------------------- | ----------------------- | ----- | ------- |
|                                    | Coalizione Civica                  | 579 994                 | 44,46                   | n.d.                    | 3     | n.d.    |
|                                    | Destra Unita                       | 323 868                 | 24,82                   | 7,50                    | 2     | Stabile |
|                                    | Confederazione                     | 156 067                 | 11,96                   | 6,78                    | 1     | 1       |
|                                    | La Sinistra                        | 135 755                 | 10,41                   | n.d.                    | 1     | n.d.    |
|                                    | Terza Via                          | 92 111                  | 7,06                    | n.d.                    | 1     | n.d.    |
|                                    | Bezpartyjni Samorządowcy           | 13 797                  | 1,06                    | n.d.                    | 0     | n.d.    |
|                                    | PolExit                            | 3 046                   | 0,23                    | n.d.                    | 0     | n.d.    |
|                                    |                                    |                         |                         |                         |       |         |
| Iscritti                           | Iscritti                           | 2 326 513               | 100,00                  |                         |       |         |
| ↳ Votanti (% su iscritti)          | ↳ Votanti (% su iscritti)          | 1 309 799               | 56,30                   | 4,07                    |       |         |
| ↳ Voti validi (% su votanti)       | ↳ Voti validi (% su votanti)       | 1 304 638               | 99,61                   |                         |       |         |
| ↳ Schede non valide (% su votanti) | ↳ Schede non valide (% su votanti) | 5 161                   | 0,39                    |                         |       |         |
| ↳ Astenuti (% su iscritti)         | ↳ Astenuti (% su iscritti)         | 1 016 714               | 43,70                   |                         |       |         |

| Eletti | Eletti                  |
| ------ | ----------------------- |
|        | Kamila Gasiuk-Pihowicz  |
|        | Marcin Kierwiński       |
|        | Michał Szczerba         |
|        | Tobiasz Bocheński       |
|        | Małgorzata Gosiewska    |
|        | Ewa Zajączkowska-Hernik |
|        | Robert Biedroń          |
|        | Michał Kobosko          |